# هنری اسکار
هنری اسکار (انگلیسی: Henry Oscar؛ ۱۴ ژوئیهٔ ۱۸۹۱ – ۲۸ دسامبر ۱۹۶۹) یک هنرپیشه اهل انگلستان بود.

## گزیده فیلم‌شناسی
- مردی که زیاد می‌دانست (فیلم ۱۹۳۴) (۱۹۳۴)
- تونل (فیلم ۱۹۳۵) (۱۹۳۵)
- هفت گناهکار (فیلم ۱۹۳۶) (۱۹۳۶)
- انگلستان در آتش (۱۹۳۷)
- ترور (فیلم ۱۹۳۸) (۱۹۳۸)
- چهار پر (فیلم ۱۹۳۹) (۱۹۳۹)
- کفش‌های مرد مرده (فیلم ۱۹۴۰) (۱۹۴۰)
- رز سیاه (فیلم ۱۹۵۰) (۱۹۵۰)
- مارتین لوتر (فیلم ۱۹۵۳) (۱۹۵۳)
- باو برومل (فیلم) (۱۹۵۴)
- پیشروی سرباز (۱۹۵۶)
- اسکار وایلد (فیلم) (۱۹۶۰)
- لورنس عربستان (فیلم) (۱۹۶۲)